# طيف نزار (فلم)
طيف نزار هو فيلم جريمة مغربي صدر سنة 2002، من كتابة وإخراج كمال كمال، وبطولة عبد الله العمراني، محمد مفتاح، لينا مراد، رفيق بوبكر، محمد البسطاوي، ومحمد مروازي. الفيلم يعتبر التجربة الأولى للمخرج وقد حاز على جائزة أول عمل سينمائي من مهرجان خريبكة السينمائي.

## القصة
الفيلم يحكي عن الماضي المغربي في شقه الأسود في سنوات الرصاص وتجربة اليسار بالمغرب وموجة الاعتقالات آنذاك.
بعد محاولة انقلاب 1971، راح الجنود يدافعون عن أنفسهم بأنهم كانوا ينفذون الأوامر، وزير الداخلية السابق يطلب أمرًا مكتوبًا للقيام بعمله، يتخفى الجميع وراء الواجب، خالد طبيب شاب في مستشفى بالدار البيضاء، يلتقى برجل محكوم عليه بالإعدام، فقد قتل كل أفراد عائلته، اسمه جمال، رجل مباحث كان يعمل إلى جانب رجل قابله قبل عام محروقًا، لم يستطيع جمال حرق أحمد الصبار، فقتل كل عائلته إلا ابنته لمياء، ثم أحرق الجثث، وألصق التهمة بأحمد الصبار الذي ظل صامتًا، يعانى القاضي الذي حكم على أحمد من مشاكل زوجية، فزوجته تخونه مع مستشار شاب، فيقتل العشيق وتدور الدوائر.

## طاقم التمثيل
- عبد الله العمراني بدور أحمد الصبار
- محمد مفتاح بدور القاضي وليد
- لينا مراد بدور أمينة
- رفيق بوبكر بدور الدكتور خالد
- محمد البسطاوي بدور محمود
- محمد مروازي بدور الأستاذ سمير

## روابط خارجية
- مقالات تستعمل روابط فنية بلا صلة مع ويكي بيانات